# Gidle (plaats)
Gidle is een dorp in het Poolse woiwodschap Łódź, in het district Radomszczański. De plaats maakt deel uit van de gemeente Gidle en telt 1540 inwoners.

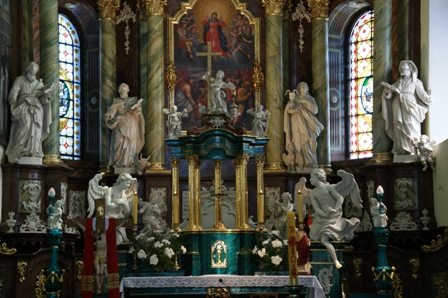
Altaar in de Basiliek van Onze-Lieve Vrouw van Gidle